# Alfio Giorgetti
Alfio Giorgetti (Viareggio, 16 gennaio 1904 – ...) è stato un calciatore italiano, di ruolo centrocampista.

## Biografia
Era noto anche come Giorgetti II per distinguerlo dai fratelli Egisto (Giorgetti I) e Salvatore (Giorgetti III).

## Carriera
Dopo aver esordito con 2 reti in 3 presenze in Promozione, nella stagione 1920-1921 segna un gol in 4 presenze in Prima Categoria, la massima serie dell'epoca; dopo aver militato in massima serie con la Lucchese (7 presenze ed una rete), nella stagione 1923-1924 è ancora al Viareggio, con cui gioca invece 7 partite senza mai segnare nel campionato di Seconda Divisione, la seconda serie dell'epoca. Dopo un anno di servizio militare torna a giocare con la squadra toscana, con cui dal 1925 al 1928 gioca ininterrottamente in Seconda Divisione (corrispondente al secondo livello del calcio italiano nella stagione 1925-1926, chiusa con 8 presenze e 5 gol, e nella stagione 1926-1927, chiusa con 4 presenze e 2 gol), collezionando in tutto 25 presenze e 13 reti nell'arco del triennio, al termine del quale la società toscana ottiene la promozione in Prima Divisione, categoria in cui nella stagione 1928-1929 Giorgetti va a segno 3 volte in 12 presenze. Nel 1929 passa alla Lucchese; qui, nella stagione 1929-1930 vince il campionato di Prima Divisione e conquista la promozione in Serie B; dopo aver contribuito con 9 gol in 15 presenze (una delle quali nel Girone Finale) al salto di categoria, nella stagione 1930-1931 va a segno 3 volte in 16 presenze nel campionato di Serie B, che i rossoneri toscani chiudono con una retrocessione. Nella stagione 1931-1932 viene riconfermato alla Lucchese, dove gioca 23 partite e segna 9 gol; nella stagione 1932-1933 i rossoneri arrivano secondi in classifica dopo aver perso lo spareggio per la promozione in Serie B con il Viareggio: Giorgetti gioca 20 partite (19 più lo spareggio promozione) e segna 8 reti, per poi accasarsi a fine campionato proprio al Viareggio, con cui nella stagione 1933-1934 segna una rete in 10 presenze in Serie B; continua a giocare in seconda serie anche durante la stagione 1934-1935, nella quale gioca solamente 2 partite e segna un gol, il suo diciannovesimo in 60 partite con la maglia del Viareggio.
In carriera ha giocato 11 partite (con 2 gol segnati) in massima serie e 62 presenze (con 17 gol segnati) in seconda serie.

## Palmarès

### Club

#### Competizioni nazionali
- Seconda Divisione: 1

Viareggio: 1927-1928
- Prima Divisione: 1

Lucchese: 1929-1930